# Forum Castrop-Rauxel

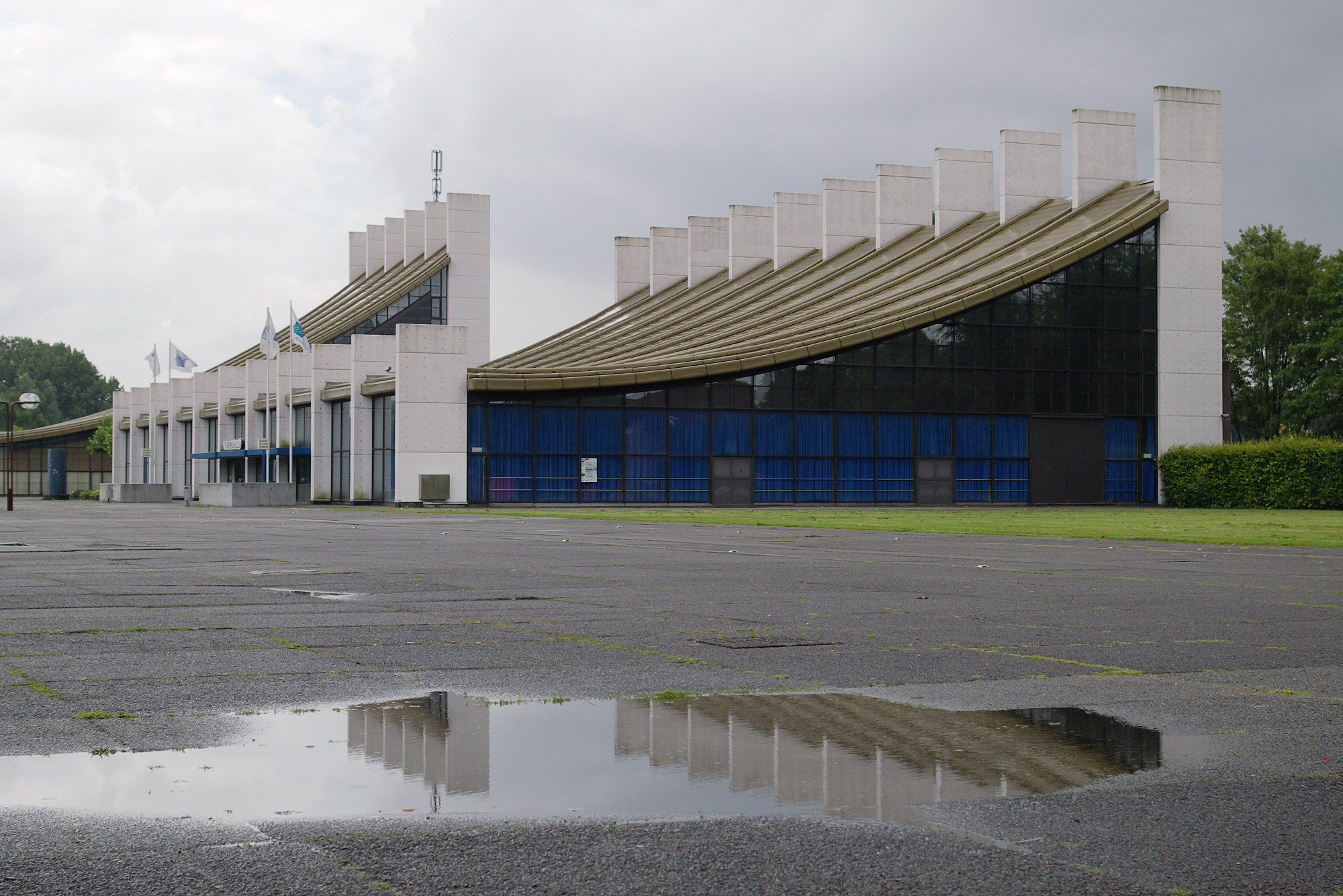
Europa- und Stadthalle

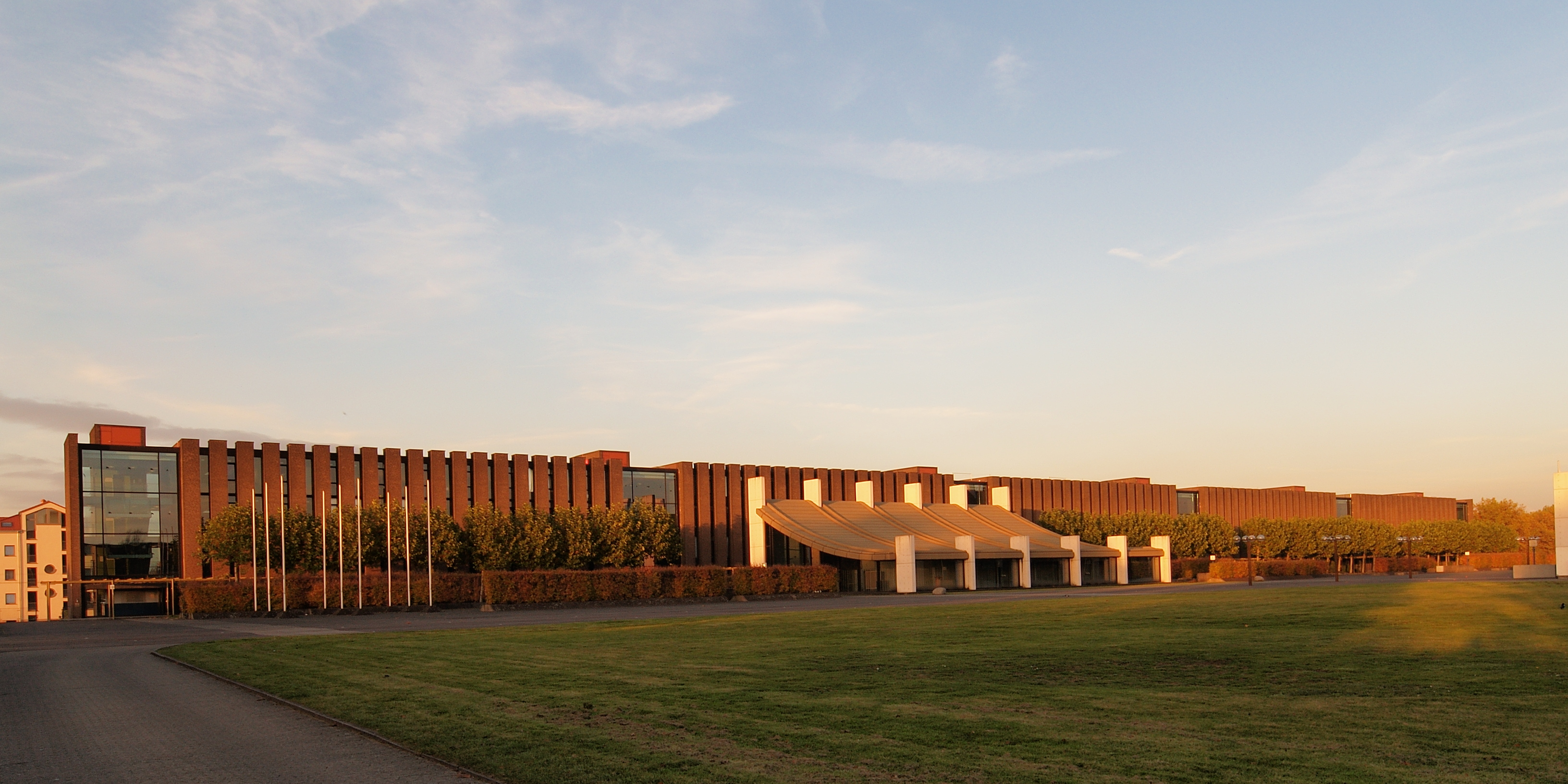
Der Riegelbau

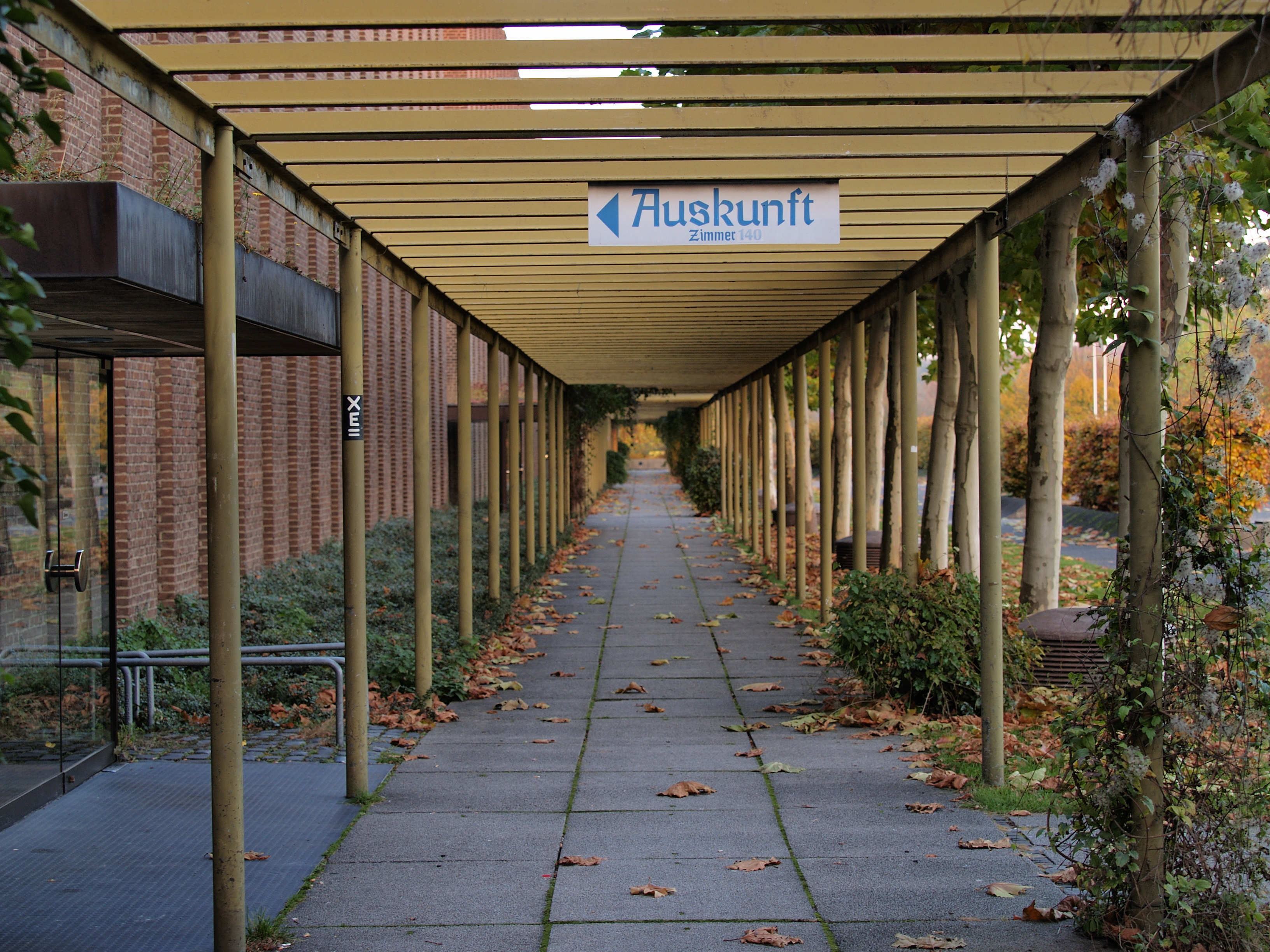
Laubengang an der Südseite

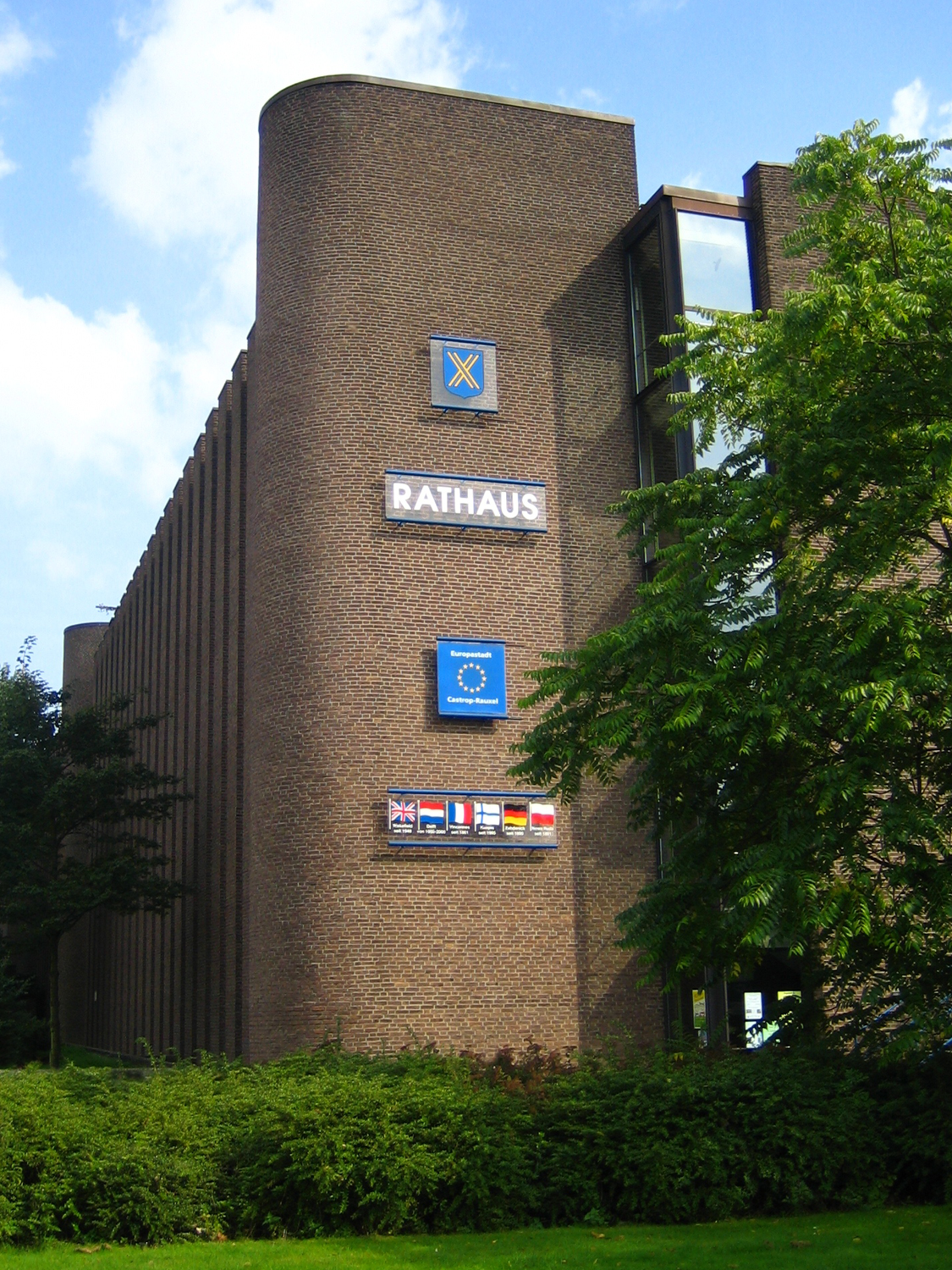
Das Rathaus

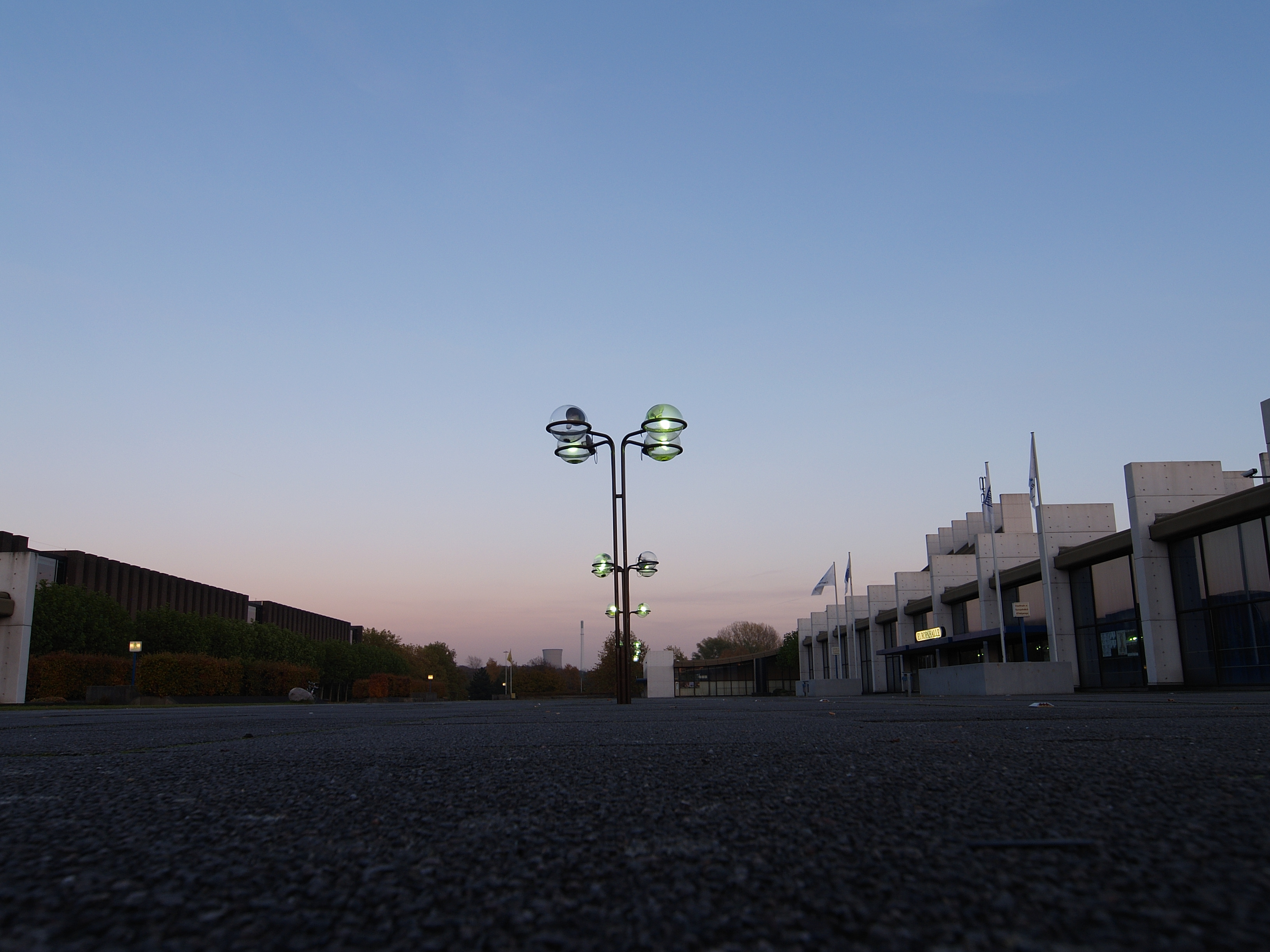
Europaplatz

Das Forum ist eine denkmalgeschützte Anlage in Castrop-Rauxel in Nordrhein-Westfalen. Der Komplex auf dem Europaplatz besteht aus der Stadthalle, der ehemaligen Sporthalle, dem Rathaus, und dem Restaurant. Ein vorgesehenes Gebäude für die Volkshochschule wurde nicht verwirklicht. Der Platz ist erhöht auf einem ehemaligen Parkdeck angelegt.

## Geschichte und Architektur
In den 1960er Jahren kam die Idee auf, für Castrop-Rauxel einen Ortsmittelpunkt entstehen zu lassen, der neue architektonische Maßstäbe setzt. Es wurde ein beschränkter Wettbewerb ausgeschrieben, an dem bekannte Architekten wie Alvar Aalto und Egon Eiermann teilnahmen. Den Wettbewerb gewannen der Däne Arne Jacobsen und Otto Weitling, Jacobsen starb 1971 und Weitling verwirklichte das Projekt mit Hans Dissing.
- Das Rathaus ist ein langgestreckter 250 Meter langer Riegelbau aus Stahlbetonfertigteilen, die mit Backsteinen verblendet wurden. In dem fünfstöckigen Gebäude wurde die gesamte städtische Verwaltung aufgenommen.[4] Zwischen Mauerzungen, die Strebepfeilern ähnlich sind, befinden sich schmale Fensterbahnen. Das Gebäude ist mit einem Flachdach gedeckt. Das Gebäude ist in fünf Abschnitte gegliedert, die Treppenhäuser mit halbrunden Versorgungskernen treten zur Straße hin hervor. Die sichtbare Spannbetonbalkendecke im Innenraum ist stützenfrei, die Oberlichter in den durchgehenden Leichtbauwänden bewahren den durchgehenden Raumeindruck. Der Ratsaal wurde frei vor den Baukörper gestellt, er war ursprünglich von einem Wasserbassin umgeben. Zum Platz hin fällt ein kunststoffgedecktes Hängedach ab, das von schlanken Pylonen aus Spannbeton getragen wird.[5] Die Form des Daches erinnert an eine Sprungschanze.[6]
- Die ehemalige Sporthalle (Europahalle) und die Stadthalle stehen an der Südseite des Platzes und sind ähnlich wie das Rathaus, mit Verglasungen und eindrucksvollen Hängedächern ausgestattet. Durch bewegliche Podien und Innenwände ist die Stadthalle individuell nutzbar. An der Rückseite der beiden Hallen wurde als gestalterisches Pendant zum Rathaus ein niedriger Trakt angebaut.[7]
- Das Restaurant befindet sich zwischen Stadt- und Europahalle.